# Percurt Green
Per Kurt (Percurt) Green, född 2 december 1939 i Karlstads församling i Värmlands län, död 3 januari 2025, var en svensk arméofficer (generallöjtnant).

## Biografi
Green tog officersexamen vid Kungliga Krigsskolan 1963, blev fänrik vid Smålands artilleriregemente samma år och befordrades till major 1974. Han befordrades till överstelöjtnant i Generalstabskåren 1979 och var 1979–1982 verksam vid Arméstaben: som chef för Studieavdelningen 1979–1980 och som chef för Planeringsavdelningen 1980–1982. Åren 1982–1983 var han bataljonschef vid Smålands artilleriregemente. 
Han befordrades 1983 till överste och var åren 1983–1984 utbildningschef vid Älvsborgs regemente tillika brigadchef för Älvsborgsbrigaden. År 1984 befordrades han till överste av första graden och var stabschef  i Bergslagens militärområde 1984–1986 samt därefter sektionschef i Försvarsstaben 1986–1987 och departementsråd och sektionschef vid Försvarsdepartementet 1987–1990. Han befordrades 1989 till generalmajor och var 1989–1990 sekreterare i 1988 års försvarskommitté. Han var 1990–1994 chef för Huvudavdelningen för armémateriel vid Försvarets materielverk. 
Green befordrades 1994 till generallöjtnant och var chef för Operationsledningen i Högkvarteret och tillika ställföreträdande överbefälhavare 1994–1998. År 1998 blev han militärbefälhavare för Mellersta militärområdet, en befattning som han upprätthöll framtill sin pension under år 2000.
Efter sin pensionering var han verkställande direktör för Försvarsindustriföreningen.

## Utmärkelser
- Storkors av Isländska falkorden (1998-11-24)[3]

År 1980 invaldes han som ledamot av Kungliga Krigsvetenskapsakademien.